# Lijst van voetbalinterlands Burundi - Djibouti
Deze lijst van voetbalinterlands is een overzicht van alle officiële voetbalwedstrijden tussen de nationale teams van Burundi en Djibouti. De landen hebben tot op heden twaalf keer tegen elkaar gespeeld. De eerste wedstrijd, een kwalificatiewedstrijd voor de Afrika Cup 2002, vond plaats op 30 juni 2000 in Djibouti. Het laatste duel, een kwalificatiewedstrijd voor het African Championship of Nations 2022, werd gespeeld in Dar es Salaam (Tanzania) op 29 juli 2022.

## Wedstrijden
| №  | Plaats        | Datum            | Competitie                                        | Wedstrijd          | Uitslag |
| -- | ------------- | ---------------- | ------------------------------------------------- | ------------------ | ------- |
| 1  | Djibouti      | 30 juni 2000     | Afrika Cup 2002 kwalificatie                      | Djibouti − Burundi | 1 − 3   |
| 2  | Bujumbura     | 15 juli 2000     | Afrika Cup 2002 kwalificatie                      | Burundi − Djibouti | 1 − 0   |
| 3  | Kampala       | 23 november 2000 | CECAFA Cup 2000                                   | Djibouti − Burundi | 2 − 4   |
| 4  | Kigali        | 11 december 2001 | CECAFA Cup 2001                                   | Burundi − Djibouti | 3 − 1   |
| 5  | Jinja         | 2 januari 2009   | CECAFA Cup 2008                                   | Burundi − Djibouti | 4 − 0   |
| 6  | Djibouti      | 19 juni 2015     | African Championship of Nations 2016 kwalificatie | Djibouti − Burundi | 1 − 2   |
| 7  | Bujumbura     | 4 juli 2015      | African Championship of Nations 2016 kwalificatie | Burundi − Djibouti | 2 − 0   |
| 8  | Bujumbura     | 11 maart 2017    | Vriendschappelijk                                 | Burundi − Djibouti | 7 − 0   |
| 9  | Bujumbura     | 13 maart 2017    | Vriendschappelijk                                 | Burundi − Djibouti | 1 − 0   |
| 10 | Kampala       | 11 december 2019 | CECAFA Cup 2019                                   | Burundi − Djibouti | 1 − 2   |
| 11 | Dar es Salaam | 24 juli 2022     | African Championship of Nations 2022 kwalificatie | Burundi − Djibouti | 2 − 1   |
| 12 | Dar es Salaam | 29 juli 2022     | African Championship of Nations 2022 kwalificatie | Djibouti − Burundi | 2 − 1   |

## Samenvatting
| Competitie                                   | Totaal gespeeld | Winst Burundi | Gelijk | Winst Djibouti | Doelsaldo Burundi – Djibouti |
| -------------------------------------------- | --------------- | ------------- | ------ | -------------- | ---------------------------- |
| Afrika Cup-kwalificatie                      | 2               | 2             | 0      | 0              | 4 − 1                        |
| African Championship of Nations-kwalificatie | 4               | 3             | 0      | 1              | 7 − 4                        |
| CECAFA Cup                                   | 4               | 3             | 0      | 1              | 12 − 5                       |
| Vriendschappelijk                            | 2               | 2             | 0      | 0              | 8 − 0                        |
| Totaal                                       | 12              | 10            | 0      | 2              | 31 − 10                      |

Wedstrijden bepaald door strafschoppen worden, in lijn met de FIFA, als een gelijkspel gerekend.